# USS McFaul (DDG-74)

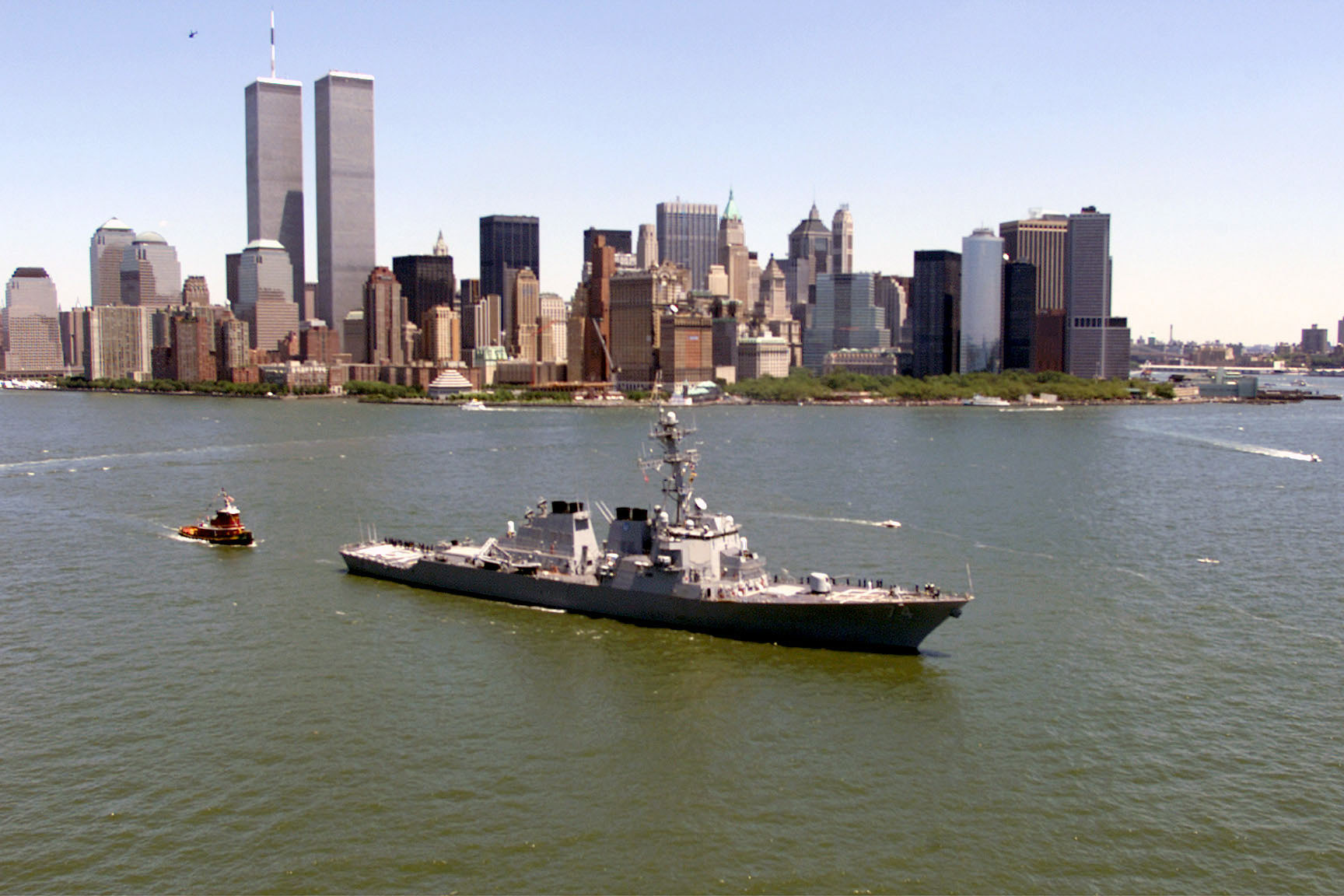
O USS McFaul navegando pelo porto de Nova Iorque, em julho de 2000.

O USS McFaul é um contratorpedeiro da classe Arleigh Burke pertencente a Marinha de Guerra dos Estados Unidos. Ele tem esse nome em homenagem ao oficial Donald L. McFaul, um Navy SEALs morto em 20 de dezembro de 1989 durante a "Operação Justa Causa" realizada no Panamá. McFaul recebeu uma medalha Navy Cross póstuma ao tentar resgatar um companheiro de pelotão às custas de sua própria vida.